# Nicole Harris
Nicole Harris (nascida em 16 de julho de 1992) é uma atleta paralímpica australiana com deficiência intelectual e com leve paralisia cerebral. É classificada como atleta da categoria F20.

## Mundial de Atletismo Paralímpico
Terminou na sexta posição no arremesso de peso F20 do Campeonato Mundial de Atletismo Paralímpico de 2013.
No Campeonato Mundial de Atletismo Paralímpico de 2015, Harris termina na sétima posição no arremesso de peso da categoria F20.

## Paralimpíadas
Harris defendeu as cores da Austrália competindo no atletismo dos Jogos Paralímpicos do Rio de Janeiro, em 2016, onde terminou a prova do arremesso de peso F20 na sétima posição no geral.